# Lijst van burgemeesters van Sint Laurens
Dit is een lijst van burgemeesters van de voormalige Nederlandse gemeente Sint Laurens in de provincie Zeeland totdat deze gemeente in 1966 bij de gemeente Middelburg werd gevoegd. Sint Laurens ontstond uit de gemeenten Brigdamme en Sint Laurens; aanvankelijk luidde de naam van de gemeente Sint Laurens en Brigdamme; dat was nog het geval bij de vermelding van de benoeming van Pieter Melis in de Nederlandsche Staatscourant (1 mei 1853).
| Ambtsperiode                    | Naam burgemeester             | Leven                                                              | Partij of stroming | Bijzonderheden |
| ------------------------------- | ----------------------------- | ------------------------------------------------------------------ | ------------------ | --- |
| 30 september 1803 – 18??        | Abr. Gideonse                 |                                                                    |                    | schout van Sint Laurens                                                                                           |
| 30 september 1803 – 18??        | Jacob Johannes de Vassy       |                                                                    |                    | schout van Brigdamme                                                                                              |
| 1811 - 1815                     | mr. Jacob Verheye van Citters | Middelburg 4 maart 1753 - St. Laurens 17 juli 1823                 |                    | maire van St. Laurens en Brigdamme, later schout                                                                  |
| 18?? – 27 mei 1824              | Adriaan Gerardus Beusekom     | 21 december 1786 – 27 mei 1824                                     |                    | notaris en procureur te Middelburg; overleed als schout der gemeenten Sint Laurens en Brigdamme                   |
| 1825 – 30 mei 1853              | Hubertus Rekker               | Middelburg 3 juli 1801 – Middelburg 30 april 1875                  |                    | aanvankelijk schout, 1825 burgemeester van Sint Laurens en Brigdamme; procureur en gemeenteraadslid te Middelburg |
| 31 mei 1853 – 4 oktober 1878    | Pieter Melis                  | Serooskerke 2 mei 1811 – Serooskerke 4 oktober 1878                |                    | tevens burgemeester van Serooskerke (W) (1853 – 1878); overleed als burgemeester                                  |
| november 1878 – 6 maart 1888    | Pieter Johannis Davidse       | 1830/1831 – 6 maart 1888                                           |                    | overleed als burgemeester                                                                                         |
| april 1888 – februari 1912      | J. Marinissen                 | overl. 17 december 1923                                            |                    | |
| mei 1912 – 17 april 1930        | Lourus Melse                  | Oost- en West-Souburg, 1 mei 1857 - Sint Laurens, 24 november 1942 |                    | voordien wethouder                                                                                                |
| mei 1930 – juli 1944            | Jacob Willem van ’t Hoff      | Goudswaard 21 oktober 1886 – Sint Laurens 28 november 1961         | ARP                | ontslagen |
| augustus 1944 – oktober 1944    | François Kwekkeboom           | Sint-Laurens 31 juli 1893 – Sint-Laurens 16 juni 1978              | NSB                | landbouwer, ontvluchtte Walcheren op 16 oktober 1944 met de burgemeesters van Middelburg, Veere, en Vlissingen    |
| november 1944 – 1 november 1951 | Jacob Willem van ’t Hoff      | Goudswaard 21 oktober 1886 – Sint Laurens 28 november 1961         | ARP                | in functie hersteld                                                                                               |
| 16 mei 1952 – mei 1966          | Willem Baas                   | 22 april 1905 – 27 september 1998                                  | ARP                | voordien burgemeester van Kerkwerve; nadien van Sint-Annaland                                                     |

## Zie verder
- Lijst van burgemeesters van Middelburg